# 穴鴞
穴小鴞，鴟鴞科小鴞屬（Athene）的一種，因住在洞穴而得名。主要分布於北美洲及南美洲地區。常見於草原、牧地、農業地區、荒漠，或者低植被的乾燥區域。有別於其他種貓頭鷹僅活動於夜間，穴小鴞於日間依舊能照常活動，亦因此，其狩獵時間自黃昏即已開始。

## 簡述
眼睛為亮黃色；額嘴依種類不同，為暗黃或灰色。成年後的穴鴞，頭部羽毛毛色轉為棕色，並在翅膀上有著白色的斑點。前胸、腹部的羽毛為白色，並因種類不同，而有著棕色的斑點或條紋。比起其他貓頭鷹來說，穴鴞飛行的能力雖然較為不佳，但其細長的腳卻有利於捕捉草叢或水邊的獵物。
雄性穴鴞與雌性穴鴞在外貌上相差無幾，雌性相對於雄性較為碩大，而雄性之翅翼與尾巴則較雌性來的修長。成年雄性穴鴞，因較常在洞外活動，羽毛因被太陽曝曬而變色，相比於雌性穴鴞來的明亮。成年穴鴞僅大於美洲知更鳥（American Robin）些許，身長約25公分，體重約170公克。

## 分類與系統
於骨學（osteology）和脫氧核糖核酸序列數據中顯示，穴鴞為小鴞屬中的陸生動物（Terrestrial animal）變體。在分類方面形成了為數不少的亞種，但是牠們在外觀上相異不多，並且尚有幾個需進一步研究，方能證實。
多數亞種被發現於安地斯山脈附近與安的列斯群島上，唯獨北方穴鴞（或稱西方穴鴞）與佛羅里達穴鴞（Florida Burrowing Owl）被發現於美國。以下為穴鴞下屬的亞種列表：
- A. c. cunicularia (Molina, 1782)：南方穴鴞（Southern Burrowing Owl），分布於南波利維亞、南巴西和火地群島。
- A. c. grallaria (Temminck, 1822)：巴西穴鴞（Brazilian Burrowing Owl），分布於巴西中部、西部。
- A. c. hypugaea (Bonaparte, 1825)：北方穴鴞（Northern Burrowing Owl），分布於加拿大南方至北美大平原間。
- A. c. floridana (Ridgway, 1874)：佛羅里達穴鴞（Florida Burrowing Owl），分布於佛羅里達與巴哈馬。
- A. c. guadeloupensis (Ridgway, 1874)：瓜德羅普穴鴞（Guadeloupe Burrowing Owl）， 分布於瓜羅德普島與瑪莉嘉隆（Marie-Galante），於1890年絕種。
- A. c. amaura (Lawrence, 1878)：安提瓜穴鴞（Antiguan Burrowing Owl），分布於安提瓜島、聖徒基茨希爾和尼維斯島，於1905年絕種。
- A. c. troglodytes (Wetmore & Swales, 1886)：伊斯帕尼奧拉穴鴞（Hispaniolan Burrowing Owl），分布於伊斯帕尼奧拉島、戈納夫島和貝塔島（Beata Island）。
- A. c. rostrata (C. H. Townsend, 1890)：雷維利亞希赫多穴鴞（Revillagigedo Burrowing Owl），分布於雷維利亞希赫多群島和克拉里翁島。
- A. c. nanodes (Berlepsch & Stolzmann, 1892)：西南秘魯穴鴞（Southwest Peruvian Burrowing Owl），分布於秘魯西南部。
- A. c. brachyptera (Richmond, 1896)：瑪格麗塔穴鴞（Margarita Burrowing Owl）， 分布於瑪格麗塔島。
- A. c. tolimae (Stone, 1899)：西哥倫比亞穴鴞（West Colombian Burrowing Owl），分布於哥倫比亞。
- A. c. juninensis (Berlepsch & Stolzmann, 1902)：南安地斯山穴鴞（South Andean Burrowing Owl），分布於秘魯中部至阿根廷間。
- A. c. punensis (Chapman, 1914)：普納穴鴞（Puna Burrowing Owl），分布於阿爾蒂普拉諾高原。
- A. c. arubensis (Cory, 1915)：阿魯巴穴鴞（Aruba Burrowing Owl）， 分布於阿魯巴。
- A. c. intermedia (Cory, 1915)：西秘魯穴鴞（West Peruvian Burrowing Owl），分布於秘魯西部。
- A. c. minor (Cory, 1918)：蓋亞那穴鴞（Guyanan Burrowing Owl），分布於蓋亞那、羅賴馬州。
- A. c. carrikeri (Stone, 1922)：東哥倫比亞穴鴞（East Colombian Burrowing Owl），分布於哥倫比亞東部。
- A. c. pichinchae (Boetticher, 1929)：西厄瓜多爾穴鴞（West Ecuadorean Burrowing Owl）， 分布於厄瓜多爾西部。
- A. c. boliviana (L. Kelso, 1939)：玻利維亞穴鴞（Bolivian Burrowing Owl）， 分布於玻利維亞。
- A. c. apurensis (Gilliard, 1940)：委內瑞拉穴鴞（Venezuelan Burrowing Owl），分布於委內瑞拉。
- A. c. partridgei (Olrog, 1976)：科連特斯穴鴞（Corrientes Burrowing Owl）， 分布於阿根廷科連特斯省。
- A. c. guantanamensis (Garrido, 2001)：古巴穴鴞（Cuban Burrowing Owl），分布於古巴青年島。

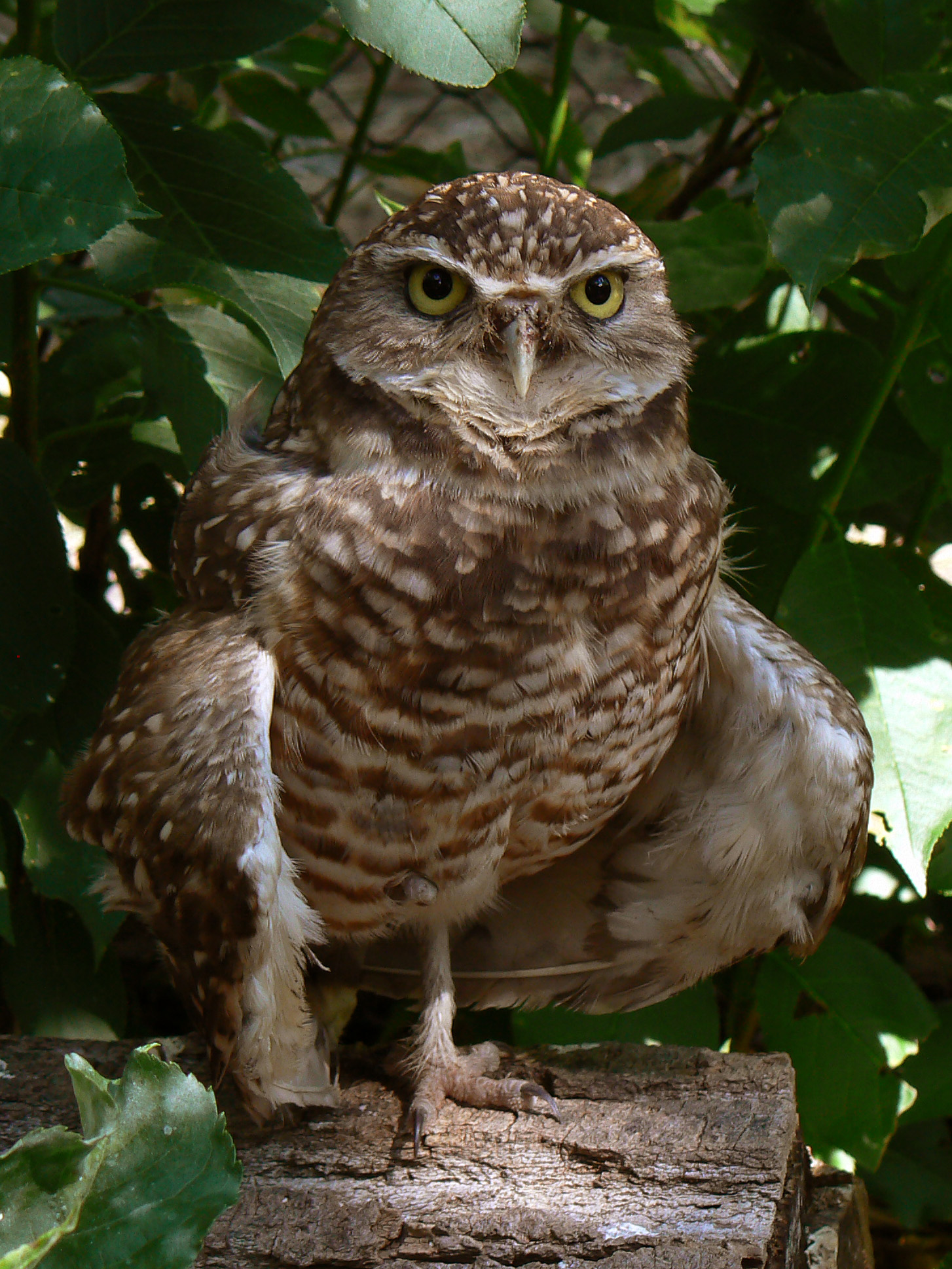
北方穴鴞（A. c. hypugaea）
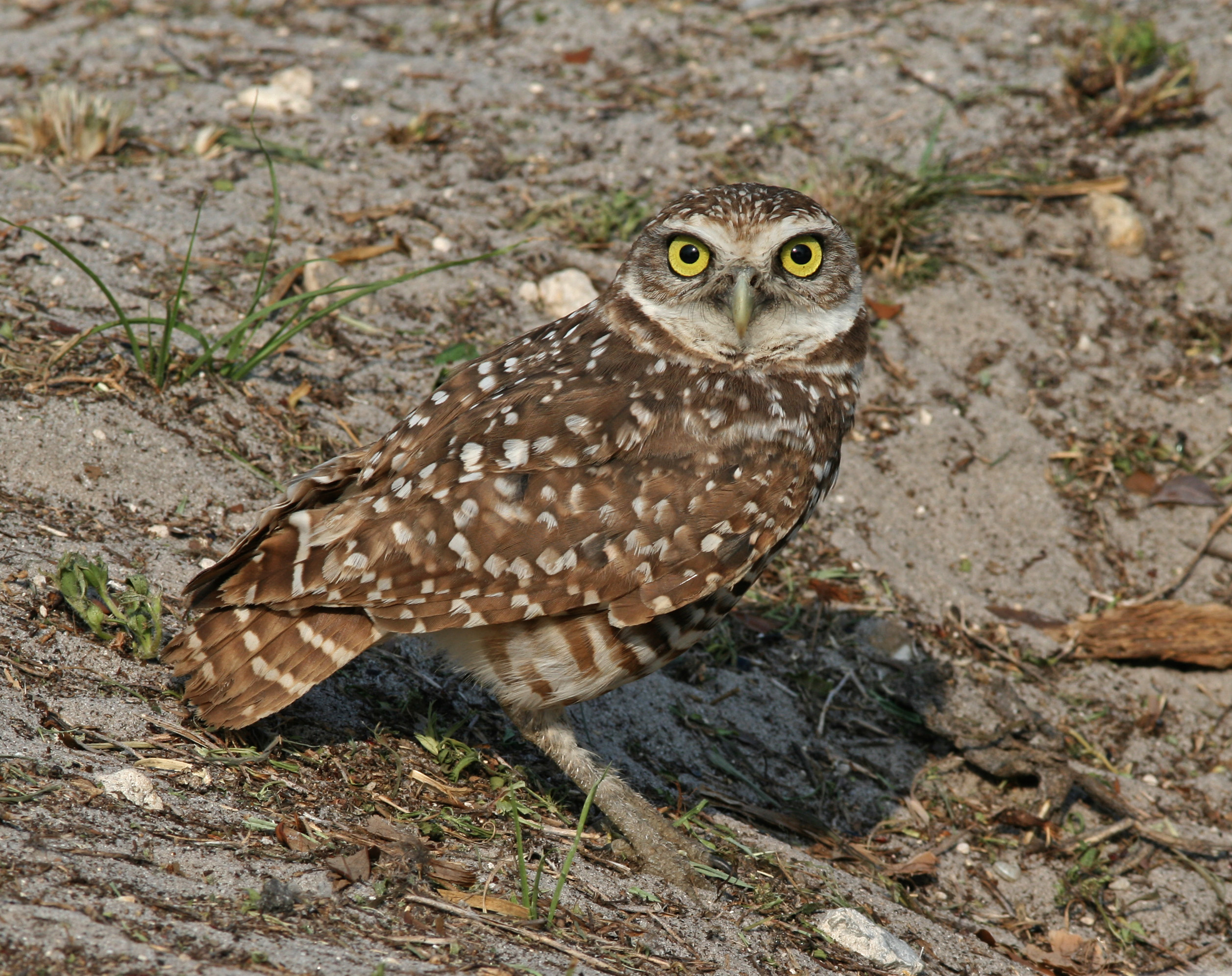
佛羅里達穴鴞（A. c. floridana）
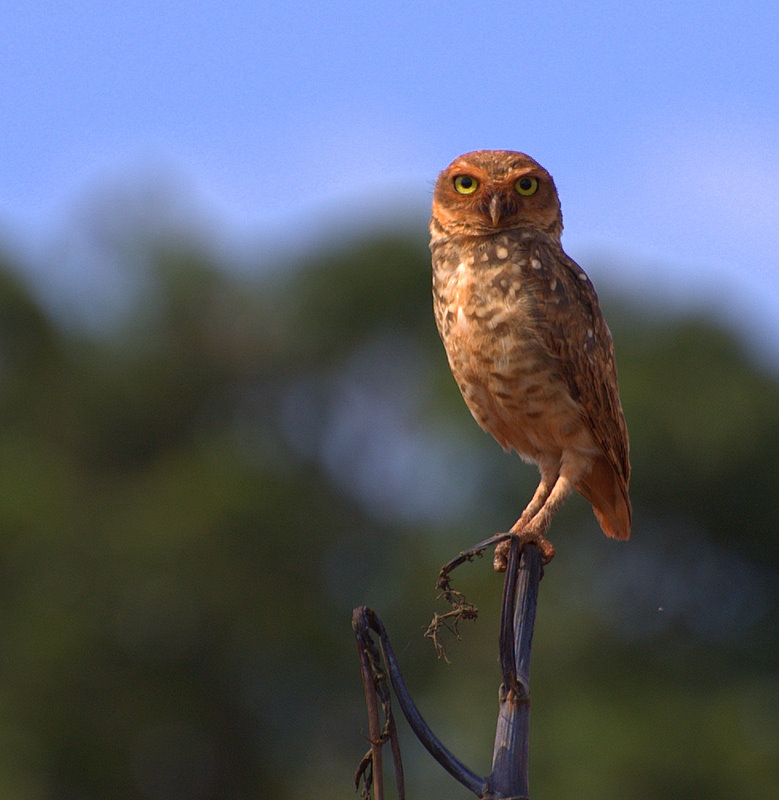
巴西穴鴞 （A. c. grallaria）
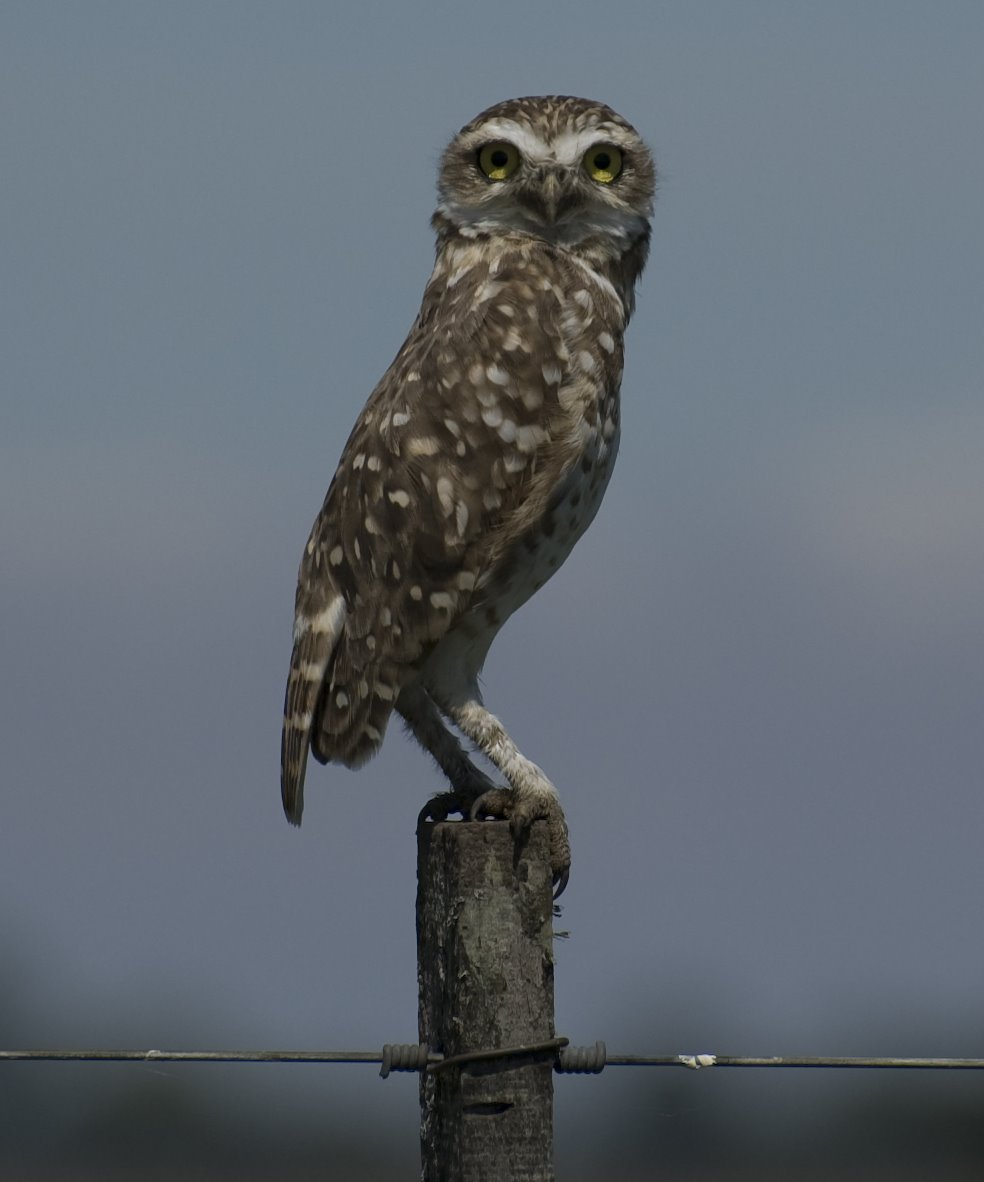
南方穴鴞（A. c. cunicularia）

## 生態
在歐洲殖民美洲之前，穴鴞廣泛的分布於新大陸各個適於其生存之地。但是在歐洲列國的殖民下，生態遭到破壞，於北美洲僅於限定區域生存，如北美大平原、佛羅里達等地區。而在南美洲，其生存範圍，亦隨著森林開伐而不斷減少。
大多數的穴鴞不具遷徙之習性，一年四季皆在其生存地區活動。他們的壽命大約9到10年。天敵包括獾、土狼、蛇和人類（於飛行途中遭行經車輛給撞死）。

## 食性
在狩獵時，牠們會在棲息處靜靜觀察著，直到獵物出現，再從至高點像獵物猛撲，並抓往空中，使之無法逃離。其獵物組成為無脊椎動物與小型的脊椎動物，分別在其飲食比例上占了三分之一和三分之二的比例。大部分來說，穴鴞通常以大型昆蟲與小型的嚙齒目動物，而像地松鼠此類動物，穴鴞雖然時常接近，但捕食機率不高。
再有鱗目和兩棲動物中，穴鴞尤其偏好蜥虎、青蛙和蟾蜍。通常情況下，穴鴞所獵捕之脊椎動物為脫離群體，落單的個體。而穴鴞最常獵捕的脊椎動物是小型鳥類，如：哀鴿屬。
而在無脊椎動物方面，穴鴞並沒特別的偏好與特定獵食對象。舉凡白蟻、直翅目的螽斯科與沙螽科（Jerusalem cricket）、蟋蟀、金龜子、狼蛛、蠍子、馬陸、步行蟲（Ground beetle）皆為其狩獵之對象。
不同於其他貓頭鷹，穴鴞為雜食動物，除了昆蟲、小型脊椎動物外，亦吃果子、種子，尤其是仙人掌的果實。在克拉里翁島，因缺乏可獵食之小型哺乳動物，穴鴞以蟋蟀、仙人掌果實為哺育幼兒的主食，哀鴿等小型鳥類則為輔。

## 繁殖

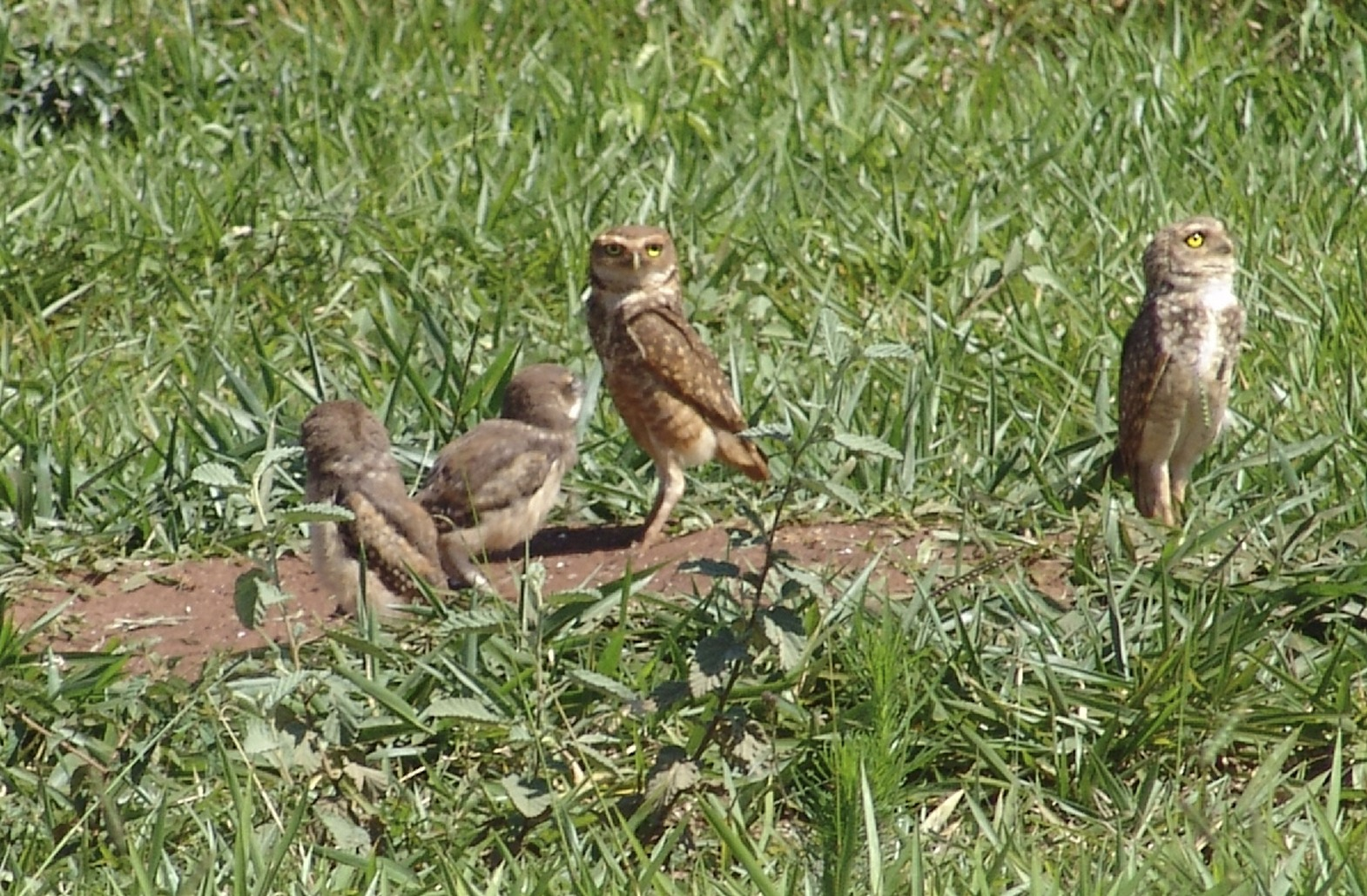
穴鴞家族。

穴鴞的繁殖季節為3月下旬或4月開始，為一夫一妻制，但亦偶有雄性穴鴞有著兩個甚至以上之配偶的情形發生，但僅為少數。他們通常於平原或大草原築建繁殖的棲所，但視情形而定，亦有發生過穴鴞於機場、高爾夫球場、農地等開闊性場地築建棲所的案例發生。
在繁殖季節時，穴鴞會到處收集各式各樣的材料來築建牠們的巢。最常見的材料為糞便，並以牛糞居多。早些時候，使用糞便裝飾此一舉動多半被認為是掩蓋氣味，使天敵未能發現他們之巢穴。然實驗顯示，此舉並未任何幫助於此，並進而發現，此一功能類似於捕鼠器，吸引獵物前來，進而方便於自家門前狩獵，便於哺育幼兒。
生產期大概1至2天，直至一窩蛋全部產完，每次生產會產下4－12顆蛋（通常為9顆）。生產完接下來是3－4個星期的孵化期，此一時間由雄性穴鴞負責在外狩獵。小穴鴞誕生後須歷經4個星期方能進行短程飛行與離開巢穴，此段時間則由父母輪流照顧、餵養。通常到最後能安然離開巢穴的僅4－5隻。

## 保育現狀

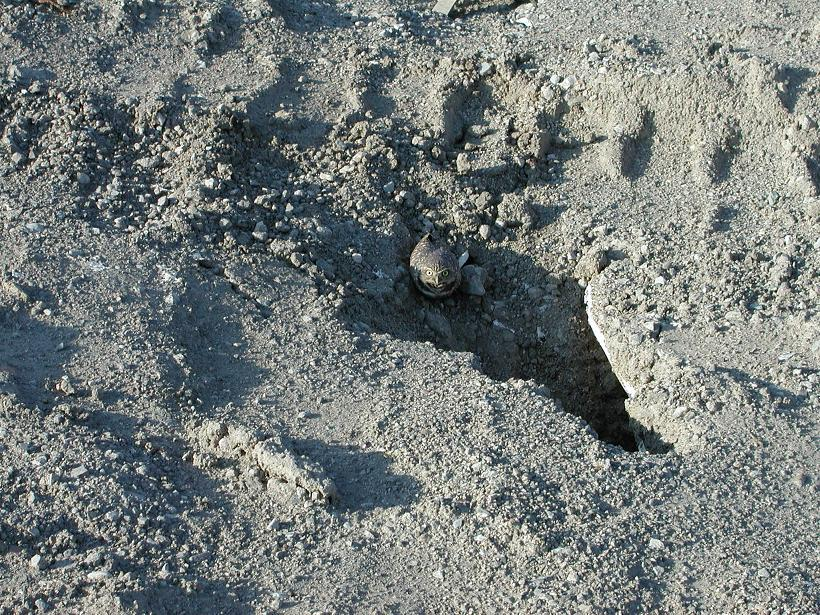
於被埋藏之管子建築巢穴的穴鴞

在IUCN的評鑑下歸屬為無危物種，然而在加拿大，穴鴞屬瀕危物種。在科羅拉多其數量亦不斷減少中。牠們普遍分布在新熱帶界國家的開放區域中，在城市裡，像是公園、停車場等地都可見到其身影與居住過的痕跡。而生存於附近亞馬遜雨林的穴鴞因為森林被人類不斷的砍伐下，棲息地與以往相比，逐漸縮小。在美國、加拿大、墨西哥地區，瀕臨絕種野生動植物國際貿易公約附錄二中的制約所保護著。
在北美洲，對於草原犬鼠的控管，致使穴鴞棲所因而減少。於此，穴鴞開始遷往城市，與人類共生，造成上述於高爾夫球場、機場等開闊地區發現其巢穴的狀況發生，也因此造成人為過失致死的情況也提升，數量旋即減少。

## 流行文化

### 小說、電影
- 卡爾·希爾森（Carl Hiaasen）所著之青少年小說（Young-adult fiction）《拯救貓頭鷹》（Hoot），書中描訴主角聯合小鎮中的居民，為保護穴鴞的棲息地，與知名連鎖店抗爭的故事。獲紐伯瑞兒童文學獎，於2006年5月5日由新線影業買下版權，並翻拍成電影《夏日鴞鳴》，由路克·威爾森（Luke Wilson）、提姆·布萊克尼爾森（Tim Blake Nelson）主演。
- 於凱瑟琳·拉斯基所著之《貓頭鷹守護神》中登場的迪哥（Digger）即為穴鴞。小說於2010年9月24日改編成電影，片中之迪哥由大衛·溫漢（David Wenham）所配音。
- 2011年3月4日所上映之美國動作冒險動畫電影《飆風雷哥》中登場的安布洛（Ambrose）亦為穴鴞。於劇中描述為墨西哥街頭樂隊的樂手，由伊安·艾伯克龍配音。

### 體育
為佛羅里達大西洋大學（Florida Atlantic University）下屬之球隊佛羅里達大西洋貓頭鷹隊（Florida Atlantic Owls）的吉祥物。

## 外部連結
- Burrowing Owl Live Camera Feed & Fact Sheet
- BirdLife Factsheet （页面存档备份，存于）
- Rocky Mountain Arsenal National Wildlife Refuge: Burrowing Owl Study （页面存档备份，存于）
- State Parks of the San Luis Obispo Coast: Burrowing Owl (Athene cunicularia)
- The Burrowing Owl Conservation Society of BC （页面存档备份，存于）
- South Dakota Birds – Burrowing Owl Information and Photos （页面存档备份，存于）
- Cornell Lab of Ornithology (includes a distribution map) （页面存档备份，存于）
- Fifth grade project to create artificial habitat
- Burrowing Owl videos, photos & sounds （页面存档备份，存于） on the Internet Bird Collection
- Saskatchewan Burrowing Owl Interpretive Centre
- 的图片